# Horaga arta
Horaga arta är en fjärilsart som beskrevs av Hans Fruhstorfer 1914. Horaga arta ingår i släktet Horaga och familjen juvelvingar. Inga underarter finns listade i Catalogue of Life.